# Mihara (Kōchi)
Pour les articles homonymes, voir Mihara (homonymie).
Mihara (三原村, Mihara-mura) est un village du district de Hata, dans la préfecture de Kōchi au Japon.

## Géographie
Mihara est situé au sud de la préfecture de Kōchi, au pied du mont Imano.

## Démographie
Au 1er février 2016, sa population s'élevait à 1 564 habitants répartis sur une superficie de 85,37 km2.